# Вирівка
Ви́рівка — село в Україні, у Попівській сільській громаді Конотопського району Сумської області. До 2020 центр Вирівської сільської ради, до складу якої входили селища Заводське, Питомник, села Лисогубівка, Сарнавщина, Таранське.

## Географія
Село розташоване на берегах річки Куколка (притока Сейму), вище за течією примикає село Попівка, нижче за течією великий масив іригаційних каналів. До села примикає селище Садове. За 4 км місто Конотоп. Через село проходить автошлях Т 2504. Поруч проходить залізниця, найближча станція Вирівка за 1,5 км.

## Назва
Існує кілька версій походження назви села Вирівки. Місцеві легенди про її походження розповідають, що «село називається так тому, що колись у ньому робили вірьовки (мотузки) з конопель, яких дуже багато росло понад Сеймом». Інша версія – в далеку давнину серед села був вир. Його утворювали весняні й дощові потоки, що збігали в річку. Звідси, як розповідали старожили, і походить назва села.

## Історія

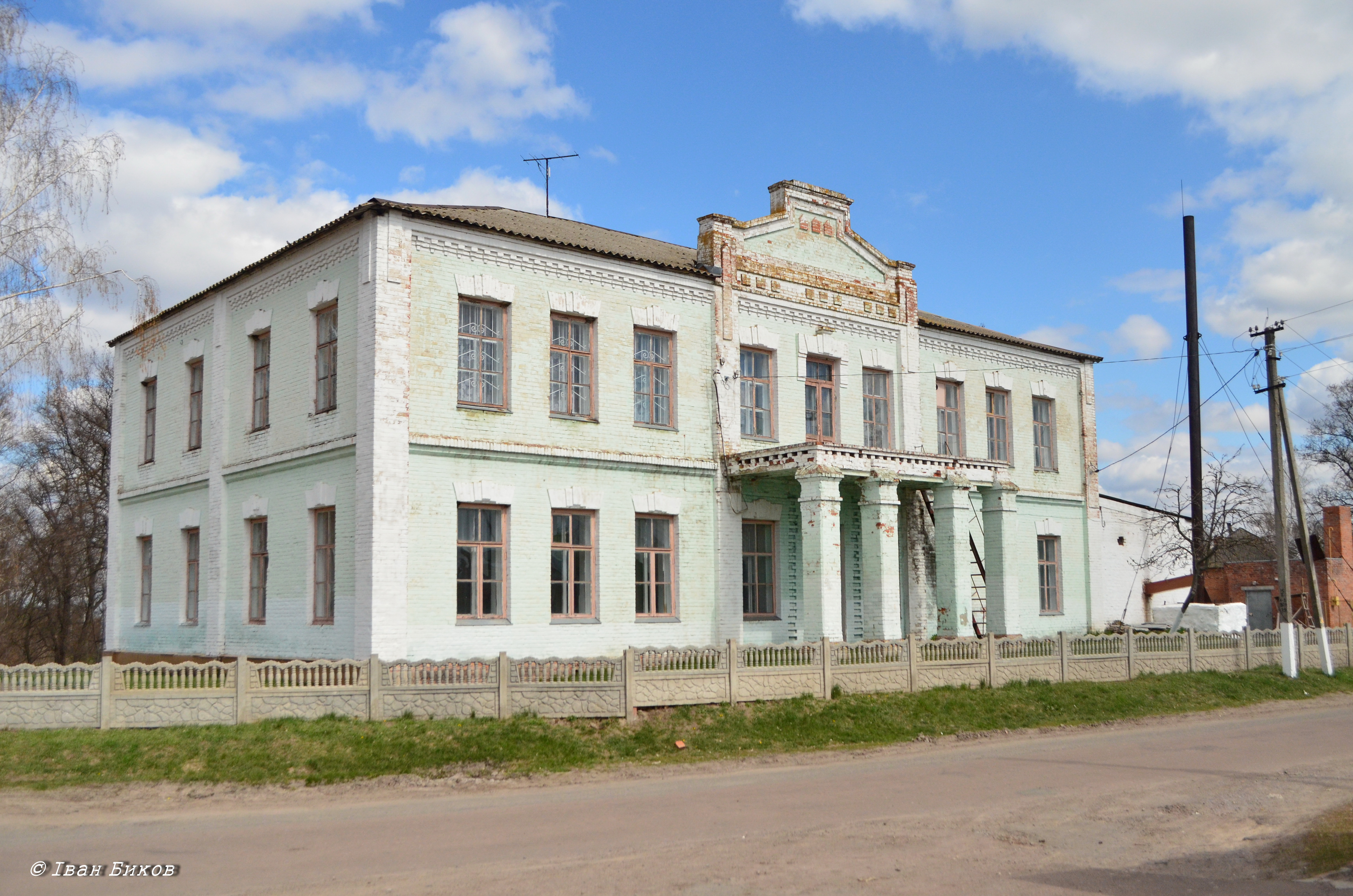
Двокласне училище біля церкви. 1896 р.

Засноване село після Деулінського перемир'я польською адміністрацією в 1636 році на території Чернігівського воєводства, коли кордон між Московським царством та Річчю Посполитою встановився по Куколчиному логу – долині р. Куколка, яка протікає через село і неподалік впадає в р. Сейм. Річкою проходив старовинний водний торгівельний шлях, а контролювали його жителі пагорба, на якому зараз і знаходиться Вирівка.
З 1648 року у складі Конотопської сотні Ніжинського полку Гетьманської України. Козаки селилися на вулицях Сливенській (нині — Шевченка) та Салимонівці (нині — 1 Травня). Вулиці Халкидонівка (колишня — Петровського) та Ракова (колишня — Будьонного) виникли пізніше. 1654 року в селі нараховувалось майже 170 дворів.
З 1781 року, коли було ліквідовано полковий устрій, село Вирівка входить до Новгород-Сіверського намісництва, а через 10 років — до Чернігівського намісництва Конотопського повіту.
Власність на території села мали нащадки козацької старшини: Костенецькі, Вербицькі, Демченки, Журбини, Холкидонські та Білозерські, які жили біля Дубов'язівки.
Наприкінці XIX століття село мало церкву. При ній школа на 3 класи.
У селі перед Першою світовою війною було дві цегельні. Одна приватна, друга пайщицька.
1917 року село Вирівка увійшло до складу УНР.
У 1918 році в селі сталася велика пожежа — згоріло близько 40 хат.
У грудні 1919 року село окупували російські загони Ульянова. У 1924 році була перша спроба створення колгоспу «Червоний хлібороб».
Село постраждало внаслідок геноциду українського народу, проведеного окупаційним урядом СССР 1923—1933 та 1946–1947 роках.

## Населення

### Мова
Розподіл населення за рідною мовою за даними перепису 2001 року:
| Мова       | Відсоток |
| ---------- | -------- |
| українська | 96,70%   |
| російська  | 2,92%    |
| інші       | 0,38%    |

## Сьогодення
У 1980-х роках у Вирівці було створене дослідне господарство «Вирівське», яке у 2002—2003 роках перетворили на Державне насінницьке сільське підприємство (ДНСП).
У селі працюють: Вирівський аграрний ліцей, Вирівський НВК «Загальноосвітня школа І-ІІ ступенів — дитячий навчальний заклад» (директор Надія Іванівна Пальчун), два дитячі оздоровчі табори, поштове відділення, ощадна каса, лікарня, приватні магазини.
У 2002—2003 роках проведена повна газифікація села. Молодь їздить на заробітки до Києва, зокрема працюють на мережах АЗС.
Голова сільської ради — Микола Федорович Клінушин.

## Персоналії
- Бугаєнко Олег Олексійович — український військовик, учасник російсько-української війни[4].
- Коваленко Сергій Олегович  — український військовослужбовець, учасник російсько-української війни.

## Костенецькі
У Вирівці народилися учасник Бородінської битви, генерал-майор московської армії Василь Григорович Костенецький (1769—1831) та член таємного гуртка Сунгурова Яків Іванович Костенецький (1811—1885), автор книжки «Спогади про Лермонтова».

## Прикметні будівлі
1894 року купець першої гільдії Ю. Д. Школяренко збудував церкву Покрови Богородиці та двоповерхове приміщення двокласного училища, які діють і досі. 

## Заказник
- Єзуцький заказник — ландшафтний заказник.